# Dimos Nemea
Dimos Nemea (Nemea) är en kommun i Grekland.   Den ligger i prefekturen Nomós Korinthías och regionen Peloponnesos, i den södra delen av landet, 90 km väster om huvudstaden Aten. Antalet invånare är 7 286.